# Chilelabus callistictus
Chilelabus callistictus är en stekelart som beskrevs av Porter 1998. Chilelabus callistictus ingår i släktet Chilelabus och familjen brokparasitsteklar. Inga underarter finns listade i Catalogue of Life.